# William Airmyn
William Airmyn, né à une date inconnue au XIIIe siècle et mort le 27 mars 1336, est un ecclésiastique anglais, devenu évêque de Norwich. Remarqué rapidement à la chancellerie royale, il gagne progressivement la confiance du roi Édouard II, qui lui confie plusieurs missions diplomatiques en Avignon. Il obtient par la suite plusieurs fonctions importantes au sein de l'administration royale et joue à maintes reprises un grand rôle dans la conclusion de trêves au cours des conflits en Écosse et en France.
Élu évêque de Carlisle en 1325, son élection est annulée par le pape Jean XXII, qui le nomme pourtant quelques mois plus tard évêque de Norwich. Cette désignation mécontente le roi Édouard, qui avait prévu d'accorder le poste à un de ses proches. William Airmyn entre alors en conflit avec Édouard II et doit s'enfuir en 1326, avant d'être partisan de la déchéance du souverain l'année suivante. Ses activités diplomatiques ne s'interrompent pas pour autant et il devient même Lord grand chancelier, puis Lord grand trésorier. Airmyn meurt en 1336.

## Biographie

### Origines et premières fonctions
William Airmyn naît à une date incertaine, peut-être au hameau d'Airmyn, situé près de la ville de Selby, dans le East Yorkshire. Il est le fils d'un certain Adam Airmyn et de son épouse Matilda. En avril 1300, il est mentionné pour la première fois comme clerc à la chancellerie royale. Le roi Édouard Ier le récompense de ses services en lui proposant des bénéfices spirituels en juillet 1304 et en octobre 1306. Pendant le Parlement tenu à Carlisle en janvier 1307, Airmyn représente l'abbaye Saint-Augustin de Canterbury. Sous le règne d'Édouard II, il continue à servir à la chancellerie. Après que Walter Reynolds soit devenu Lord grand chancelier en 1310, Airmyn commence son avancement au sein de la chancellerie. En récompense de ses services, il reçoit plusieurs postes canoniques dans six cathédrales anglaises et d'autres bénéfices en 1310. En 1312, il passe six mois auprès de la papauté en Avignon, où il représente les intérêts du roi. Il y obtient en octobre 1312, à la demande du roi, une dispense papale pour l'accumulation de ses fonctions cléricales.
En janvier 1316, William Airmyn est chargé d'enregistrer les débats au cours du Parlement tenu à Lincoln. Le rapport Modus tenendi parliamentum qu'il fournit devient une référence pour d'autres rapports réalisés ultérieurement. En août 1316, Airmyn succède à Adam Osgodby au poste de Master of the Rolls. Plus tard, il est également nommé vice-chancelier, un poste qui fait de lui un fonctionnaire spécial auprès du roi et un secrétaire de la chancellerie. En mai 1317, avec deux juges royaux, il est chargé de préparer le partage de l'héritage de Gilbert de Clare, 8e comte de Gloucester et 7e comte de Hertford, entre ses trois sœurs Éléonore, Marguerite et Élisabeth. Le 12 septembre 1319, il prend part à la bataille de Myton contre les Écossais et y est capturé avec son frère Richard. Ils sont rapidement libérés après le paiement d'une rançon de 2 000 marcs et, dès novembre 1319, William est missionné en tant que représentant anglais dans des négociations avec l'Écosse, qui aboutissent à la conclusion d'une trêve en décembre 1319, reconduite en mars 1321 et parachevée par le cessez-le-feu de Bishopthorpe en mai 1323.

### Élection à l'évêché de Norwich et rupture avec Édouard II
En février 1322, le roi Édouard II exhorte le pape Jean XXII à nommer son allié Robert Baldock évêque du prochain diocèse anglais qui sera vacant. Dans le même temps, le roi recommande également William Airmyn pour d'autres offices religieux. Airmyn démissionne de son poste de Master of the Rolls en mai 1324 lorsqu'il succède à Robert Baldock, nommé Lord grand chancelier, comme Lord du sceau privé,. Avec le soutien d'Édouard II et de son épouse Isabelle, il est élu évêque de Carlisle le 7 janvier 1325 pour succéder à John de Halton (en). Il démissionne ensuite de son poste de Lord du sceau privé, mais le pape annule l'élection et le remplace par John Ross le 13 février. Le 31 mai 1325, Airmyn appartient à la délégation anglaise présidée par la reine Isabelle qui négocie un traité de paix avec la France à la suite de la guerre de Saint-Sardos. En raison du succès des négociations et de son rôle dans le retour de la paix entre les deux royaumes, le pape promet de l'élever au rang d'évêque et, dès le 19 juillet, le désigne évêque de Norwich pour remplacer John Salmon (en).
Pourtant, cette nomination suscite le mécontentement d'Édouard II, qui a essayé quelques mois auparavant d'obtenir cet évêché pour Robert Baldock et a essuyé un refus de la part de Jean XXII. Le roi conserve les temporalités du diocèse et ne les remet pas à William Airmyn, qui se trouve encore en France à ce moment-là. Il accuse le nouveau prélat d'être en accord avec le roi de France Charles IV le Bel et prétend que sa nomination ne résulte que de l'influence de Charles. En réalité, il semble qu'Édouard II ait été furieux des conditions de la trêve arrangée par Airmyn le 31 mai 1325, bien qu'il l'ait lui-même approuvée dès le 13 juin. William Airmyn retourne en Angleterre avant décembre 1325, mais ne se présente pas lorsqu'il est convoqué par le roi. Édouard ordonne alors l'arrestation de ses deux frères, Richard et Adam, en mars 1326. Par crainte, William se réfugie en France avant le mois de juin. On a souvent supposé à tort que William avait été choisi comme évêque sur l'insistance de la reine Isabelle, mais d'après les lettres de Jean XXII à Édouard II, il semble que le pape ait pensé contenter le roi avec cette nomination.

### Rôle pendant la chute d'Édouard II et carrière ultérieure
William Airmyn apporte par la suite son soutien à l'invasion de l'Angleterre conduite par la reine Isabelle et son allié Roger Mortimer en septembre 1326 pour renverser le régime oppressif du roi Édouard II. L'évêque de Norwich se trouve à Bristol le 26 octobre, lorsque l'héritier du trône — le futur Édouard III — est proclamé gardien du royaume. Le 30 novembre, deux semaines après la capture d'Édouard II et de Robert Baldock, Airmyn est nommé Lord grand chancelier et reçoit la garde du Grand sceau,, fonctions qu'il conserve jusqu'au 28 janvier 1327, date à laquelle il est remplacé par John Hotham, évêque d'Ely. Au début du mois de décembre 1326, les temporalités de son diocèse lui sont remises et, le 6 février 1327, jour de sa consécration épiscopale, les revenus attachés à son diocèse pendant la période de décembre 1325 à novembre 1326 lui sont remboursés. Le 13 janvier 1327, Airmyn figure parmi les prélats qui consentent à la déposition d'Édouard II par le Parlement et, le 1er février suivant, assiste au couronnement d'Édouard III.
William Airmyn sert rapidement le nouveau gouvernement en tant que diplomate. Le 31 mars 1327, il conclut un nouvel accord avec Charles IV pour le règlement du conflit de Saint-Sardos : le roi de France laisse aux Anglais la plupart de leurs possessions en Aquitaine, à l'exception de l'Agenais et en échange de 50 000 marcs de pénalité. Le 17 mars 1328, il négocie le traité d'Édimbourg-Northampton avec l'Écosse. Airmyn joue un rôle important dans les négociations sur l'hommage que doit rendre Édouard III au nouveau roi de France Philippe VI le 6 juin 1329. Il prend part en outre aux négociations de mariage entre Aliénor, la sœur d'Édouard III, avec Renaud II de Gueldre. Du 1er avril 1331 au 29 mars 1332, Airmyn sert en tant que Lord grand trésorier. Ses services auprès de la couronne lui permettent d'acquérir des terres à Durham, dans le Yorkshire et le Lincolnshire : ses revenus le rendent très riche, de sorte qu'en novembre 1334, il prête à Édouard III 1 000 marcs pour son expédition en Écosse. Mort à Londres le 27 mars 1336, William Airmyn est inhumé à la cathédrale de Norwich.